# Sportska oprema
Sportska oprema je neophodna za odvijane sportskih aktivnosti. Ona se deli na:
- ličnu sportsku opremu i
- sportsku opremu sportskih objekata.

U ličnu sportsku opremu spadaju sportski odevni predmeti (odeća i obuća)kao i neki rekviziti u individualnim sportovima kao što su na primer: floret u mačevalačkom sportu ili obruč u ritmičkoj gimnastici.
U sportsku opremu sportskih objekata koje delimo na otvorene sportske objekte i zatvorene sportske objekte spadaju na primer: konstrukcije za košarku, odbojku, vrata za rukomet itd.
Postoji i oprema za opremanje sportskih objekata koja je neophodna za odvijanje sportskih događaja kao što su: 
- pomični pregradni zidovi,
- mobilni sportski podovi za pojedine sportove,
- elektronski sportski semafori itd.